# Ted Dalton
Edward „Ted“ Dalton (* 2. Quartal 1882 in Manchester; † unbekannt) war ein englischer Fußballspieler.

## Karriere
Dalton spielte im Raum Manchester für Pendlebury, bevor er im September 1905 als Amateur zu Manchester United kam. Im Januar 1906 wurde er Profi, bestritt bis Saisonende, als der Klub erstmals aus der Second Division in die First Division aufstieg, aber keine Partie. Seinen einzigen Pflichtspieleinsatz für die erste Mannschaft von Manchester United absolvierte Dalton am 25. März 1908 der Meistersaison 1907/08. Nach den Ausfällen der etatmäßigen Verteidiger Herbert Burgess und Dick Holden bildete er gemeinsam mit George Stacey das Verteidigerpaar bei einer 4:7-Niederlage beim FC Liverpool. Die Presse schrieb im Anschluss, er sei „deklassiert“ worden, und seine Leistung wurde als „sehr schwach“ bewertet.
Am Saisonende verließ Dalton Manchester United, spielte kurzzeitig wieder für Pendlebury, bevor er sich im Oktober 1908 für eine Saison dem südenglischen Klub Brighton & Hove Albion anschloss. Dalton bestritt im Saisonverlauf sechs Partien in der Southern League und weitere sieben Spiele in der Western League, gegen seine Konkurrenten Joe Leeming, Tom Stewart und Tom Turner blieb ihm aber meist nur die Reservistenrolle.
Seine Laufbahn setzte er anschließend zunächst bei St Helens Recreation und dem FC Chorley in der Lancashire Combination fort, später spielte er noch für den FC Pontypridd wiederum in der Southern League und bei Vernon Athletic, einem Klub aus Brighton.